# Saint-Sauveur (Finistère)
Saint-Sauveur település Franciaországban, Finistère megyében. Lakosainak száma 827 fő (2022. január 1.). Saint-Sauveur Commana, Guimiliau, Lampaul-Guimiliau, Locmélar, Sizun és Saint-Thégonnec-Loc-Eguiner községekkel határos.

## Népesség
A település népessége az elmúlt években az alábbi módon változott:
| Lakosok száma | 734  | 635  | 654  | 723  | 804  | 809  | 790  | 786  | 784  | 827  |
|               | 1968 | 1982 | 1990 | 2006 | 2013 | 2015 | 2017 | 2019 | 2020 | 2022 |